# 밥 쇼키
제임스 로버트 쇼키(James Robert Shawkey, 1890년 12월 4일 ~ 1980년 12월 31일)는 미국의 전 프로 야구 선수이자 감독으로, 우투우타였다. 1910년대와 1920년대에 메이저 리그 베이스볼 (MLB)에서 투수로 활약하였다. 15시즌 동안 아메리칸 리그 (AL)의 필라델피아 애슬레틱스와 뉴욕 양키스에서 뛰었다. 통산 488경기에 출전해 2937이닝을 던지며 195승 150패, 197완투 33완봉, 3.09의 평균자책점을 기록하였다.

## 감독 기록
| 소속팀 | 연도 | 정규 시즌 | 정규 시즌 | 정규 시즌 | 정규 시즌 | 정규 시즌 | 포스트시즌 | 포스트시즌 | 포스트시즌 | 포스트시즌 |
| 소속팀 | 연도 | 경기수    | 승        | 패        | 승률      | 결과      | 승         | 패         | 승률       | 결과       |
| ------ | ---- | --------- | --------- | --------- | --------- | --------- | ---------- | ---------- | ---------- | ---------- |
| NYY    | 1930 | 154       | 86        | 68        | .558      | AL 3위    | –          | –          | –          | –          |
| 합계   | 합계 | 154       | 86        | 68        | .558      |           | 0          | 0          | –          |            |